# Орепы
Оре́пы (укр. Орепи) — село на Украине, основано в 1905 году, находится в Звягельском районе Житомирской области.
Население по переписи 2001 года составляет 942 человека. Население по данным 2024 года составляло 882 человека. Почтовый индекс — 11764. Телефонный код — 4141. Занимает площадь 3,051 км².
В селе родился Герой Советского Союза Иосиф Костюк.

## Адрес местного совета
11762, Житомирская обл., Звягельский р-н, с. Ярунь, ул. Мира, 13